# Résolution 382 du Conseil de sécurité des Nations unies
Membres permanents
- Chine
- États-Unis
- France
- Royaume-Uni
- URSS

Membres non permanents
- RSS de Biélorussie
- Cameroun
- Costa Rica
- Guyana
- Iraq
- Italie
- Japon
- Mauritanie
- Suède
- Tanzanie

Résolution no 381 Résolution no 383
La résolution 382 est une résolution du Conseil de sécurité de l'ONU votée le 1er décembre 1975 concernant le Suriname et qui recommande à l'Assemblée générale des Nations unies d'admettre ce pays comme nouveau membre.

## Contexte historique
Ancienne colonie des Pays-Bas, le Suriname obtint son autonomie en 1954, à l’exception des domaines de la défense et des affaires étrangères dont les Pays-Bas conservèrent le contrôle. En 1973, le gouvernement local entama des négociations avec le gouvernement néerlandais en vue de l’indépendance, qui fut officielle le 25 novembre 1975 (issu de l'article Suriname).
À la suite de cette résolution ce pays est admis à l'ONU le 4 décembre 1975 ,.

## Texte
- Résolution 382 Sur fr.wikisource.org
- Résolution 382 Sur en.wikisource.org